# Comuna Velîka Ozîmîna, Sambir
Velîka Ozîmîna (în ucraineană Велика Озимина) este o comună în raionul Sambir, regiunea Liov, Ucraina, formată din satele Mala Ozîmîna și Velîka Ozîmîna (reședința).

## Demografie
Componența lingvistică a comunei Velîka Ozîmîna
     Ucraineană (99,51%)
     Alte limbi (0,49%)
Conform recensământului din 2001, majoritatea populației comunei Velîka Ozîmîna era vorbitoare de ucraineană (99,51%), existând în minoritate și vorbitori de alte limbi.